# Sant Andreu de Montconill
Sant Andreu de Montconill és una església del municipi de Biosca (Solsonès) inclosa en l'Inventari del Patrimoni Arquitectònic de Catalunya.

## Situació
Està al nord-est del municipi, en terrenys de l'antic terme de Lloberola. S'aixeca al cap del serrat que es forma entre la Rasa de Montconill al sud i la de la Coromina o Miravalls al nord, a ponent de les runes de la masia de Montconill que li dona nom. S'hi accedeix des del Folch per una pista forestal molt precària.

## Descripció
L'església és orientada a l'est, i és feta a base de pedres treballades i disposades en filades. Té una nau i un absis semicircular. La volta és totalment esfondrada, així com part dels murs. Presenta al parament forats de la bastida que travessen tot el mur de l'absis a l'arrencada de la volta, disposats en filada. Prop del frontis, a banda i banda, hi ha dues arcades de mig punt adovellades: la del mur nord està en un cos sobresortint del mur de la nau i té una finestra; el del sud està en ruïnes i sols se'n veu l'arrencada. Possiblement contenia la porta en el mateix lloc que al davant té la finestra, ja que a la resta de murs no s'hi veu cap obertura que pogués correspondre a la porta. No hi ha cap arc preabsidal, però l'arc que donava entrada a l'absis arrencava d'una imposta formada per una secció trapezoidal amb bisell.
Hi ha diferents finestres: una al frontis en forma de creu grega; una altra al mur nord, sota l'arcada de doble esqueixada i arc de mig punt adovellat. I una tercera a l'absis, d'una esqueixada i sortida rectangular.

## Història
L'església de Sant Andreu fou una capella de la parròquia de Sant Miquel de Lloberola. Devia ser l'església del vilatge de Montconill; el mas i el terme eren propietat del monestir canonical de Santa Maria de Solsona.